# Sungai Medak
Sungai Medak is een bestuurslaag in het regentschap Musi Banyuasin van de provincie Zuid-Sumatra, Indonesië. Sungai Medak telt 851 inwoners (volkstelling 2010).